# 고자시촌
고자시촌(神指村)은 후쿠시마현 기타아이즈군에 일찍이 존재했던 촌이다. 현재의 아이즈와카마쓰시의 일부에 해당한다.

## 역사
- 1889년 4월 1일 - 정촌제가 시행에 따라 5촌이 합병해 기타아이즈군 고자시촌이 성립하였다.
- 1955년 1월 1일 - 당시의 와카마쓰시에 편입되어, 폐지되었다.

## 현재
현재의 아이즈와카마쓰시 북서부에 해당하며 상업지, 공장, 주택지, 농촌 취락, 논, 밭 등이 펼쳐져 있다. 또한, 지구의 서쪽을 아가강이 흐르고 있으며, 기타 아이즈 지구와 사이에 아이즈대교, 가니가와교가 놓여 있다. 또한, 반고에 자동차도로가 경유하고 있다(인터체인지 등은 없다).

## 교통

### 도로
- 반에쓰 자동차도
- 국도 49호선
- 국도 118호선
- 국도 252호선

## 참고문헌
- 『会津若松史』「第7巻 大正・昭和の会津」1967年、会津若松市
- 『会津若松史』「第12巻 史料便覧編」1967年、会津若松市
- 『神指村勢要覽』 1940年 昭和15年 皇紀2600年　福島縣北會津郡神指村役場